# アイ・ツノダ・ロウスタント
アイ・ツノダ・ロウスタント（Ai Tsunoda Roustant 2002年4月19日- ）は、スペイン・カタルーニャ州リェイダ出身の柔道選手。階級は70kg級。日本名は角田愛。東海大学体育学部武道学科で学んでいる。父親は日本人の柔道指導者で、ポルトガル柔道ナショナルチームのコーチからロシア女子ナショナルチームのコーチに転身した角田豪。母親はフランス人柔道家セリーヌ・ロウスタント (Céline Roustant〈ルスタン〉)。

## 経歴
2019年のヨーロッパカデとヨーロッパユースオリンピックフェスティバルの70kg級ではオール一本勝ちで優勝した。ヨーロッパジュニアでは決勝でイギリスの選手に敗れて2位だったが、17歳以下の世界一を決める世界カデでは決勝で桑形萌花を大腰で破ったのを始め全て一本勝ちして、スペインの選手では今大会初めてとなる優勝を果たした。世界ジュニアでは初戦でロシアのマディナ・タイマゾワに技ありで敗れた。2020年のグランプリ・テルアビブでは準決勝でイギリスのサリー・コンウェイに合技で敗れるも3位になった。ヨーロッパジュニアでは3位だった。2021年の世界ジュニアでは丸坊主で出場して優勝した。2022年の世界ジュニアでは2連覇を達成した。グランドスラム・東京では3位だった。2023年2月のグランドスラム・パリでは決勝で地元フランスのマリー＝エヴ・ガイエに反則勝ちしてIJFワールド柔道ツアー初優勝を飾った。4月からは東海大学へ入学した。5月の世界選手権では3回戦で中立の立場で出場したロシアのタイマゾワに技ありで敗れた。6月の優勝大会では準決勝の環太平洋大学戦で石岡来望に内股で敗れて3位だった。体重別団体では優勝した。12月のグランドスラム・東京では準決勝でオランダのサンネ・ファンデイケに敗れて3位だった。
2024年、パリオリンピック柔道女子70kg級に出場、準々決勝でバルバラ・マティッチに敗戦。敗者復活戦に回り日本の新添左季を破り3位決定戦に駒を進めたがオーストリアのミヒャエラ・ポレレスに敗れ5位だった。体重別団体では優勝した。2025年のグランドスラム・パリでは決勝で大学の同級生である本田万結を背負投で破って優勝した。世界選手権では準決勝で田中志歩に敗れると、3位決定戦でもオランダのサンネ・ファンデイケに敗れて5位だった。
IJF世界ランキングは1281ポイント獲得で32位(25/6/2現在)。

## 主な戦績
- 2019年 - ヨーロッパカデ　優勝
- 2019年 - ヨーロッパユースオリンピックフェスティバル　優勝
- 2019年 - ヨーロッパジュニア　2位
- 2019年 - 世界カデ　優勝
- 2020年 -　グランプリ・テルアビブ　3位
- 2020年 -　グランドスラム・デュッセルドルフ　5位
- 2020年 - ヨーロッパジュニア　3位
- 2021年 - ヨーロッパジュニア　3位
- 2021年 - 世界ジュニア　優勝
- 2021年 - ヨーロッパオープン・マラガ　3位
- 2022年 -　グランプリ・アルマダ 3位
- 2022年 -　グランドスラム・トビリシ　2位
- 2022年 -　ヨーロッパオープン・マドリード　優勝
- 2022年 -　地中海競技大会　優勝
- 2022年 -　グランプリ・ザグレブ 5位
- 2022年 -　世界ジュニア　優勝
- 2022年 - ヨーロッパジュニア 優勝
- 2022年 -　グランドスラム・東京　3位
- 2023年 -　グランドスラム・パリ　優勝
- 2023年 -　グランドスラム・アンタルヤ 3位
- 2023年 -　優勝大会　3位
- 2023年 -　グランドスラム・バクー　2位
- 2023年 - 体重別団体　優勝
- 2023年 -　グランドスラム・東京　3位
- 2024年 -　グランドスラム・アンタルヤ　3位
- 2024年 -　ヨーロッパ選手権　3位
- 2024年 - パリオリンピック　5位
- 2024年 - 体重別団体　優勝
- 2025年 - グランドスラム・パリ　優勝
- 2025年 - ヨーロッパ選手権　7位
- 2025年 - 世界選手権　5位

(出典、)